# Dichonia
Dichonia é um gênero de traça pertencente à família Arctiidae.